# Heusden Koers 1965
De 17e editie van de Belgische wielerwedstrijd Heusden Koers werd verreden op 10 augustus 1965. De start en finish vonden plaats in Heusden. De winnaar was Rik Van Looy, gevolgd door Benoni Beheyt en Gianni Motta.

## Uitslag
| Heusden Koers 1965 |               |                     |         |
| Plaats             | Naam          | Ploeg               | Tijd    |
| Winnaar            | Rik Van Looy  | Solo-Superia        | 3u41'   |
| 2                  | Benoni Beheyt | Wiel's-Groene Leeuw | + 43"   |
| 3                  | Gianni Motta  | Molteni             | + 1'08" |

1929 · 1930-1935 · 1936 · 1937 · 1938 · 1939 · 1952 · 1953 · 1954 · 1955 · 1956 · 1957 · 1958 · 1959 · 1960 · 1961 · 1962 · 1963 · 1964 · 1965 · 1966 · 1967 · 1968 · 1969 · 1970 · 1971 · 1972 · 1973 · 1974 · 1975 · 1976 · 1977 · 1978 · 1979 · 1980 · 1981 · 1982 · 1983 · 1984 · 1985 · 1986 · 1987 · 1988 · 1989 · 1990 · 1991 · 1992 · 1993 · 1994 · 1995 · 1996 · 1997 · 1998 · 1999 · 2000 · 2001 · 2002 · 2003 · 2004 · 2005 · 2006 · 2007 · 2008 · 2009 · 2010 · 2011 · 2012 · 2013 · 2014 · 2015 · 2016 · 2017 · 2018 · 2019 · 2020 · 2021 · 2022 · 2023